# Seznam dílů seriálu Soy Luna
Toto je seznam dílů seriálu Soy Luna.

## Přehled řad
| Řada                  | Díly                  | Premiéra v Argentině | Premiéra v Argentině | Premiéra v ČR  | Premiéra v ČR     |
| Řada                  | Díly                  | První díl            | Poslední díl         | První díl      | Poslední díl      |
| --------------------- | --------------------- | -------------------- | -------------------- | -------------- | ----------------- |
| 1                     | 40                    | 14. března 2016      | 6. května 2016       | 5. září 2016   | 15. prosince 2016 |
| 1                     | 40                    | 4. července 2016     | 28. srpna 2016       | 30. ledna 2017 | 4. května 2017    |
| Soy Luna en vivo      | Soy Luna en vivo      | 6. listopadu 2016    | 6. listopadu 2016    | vysíláno       | vysíláno          |
| 2                     | 40                    | 17. dubna 2017       | 9. června 2017       | 18. září 2017  | 1. února 2018     |
| 2                     | 40                    | 7. srpna 2017        | 29. září 2017        | 5. února 2018  | 14. června 2018   |
| Soy Luna en Concierto | Soy Luna en Concierto | 10. prosince 2017    | 10. prosince 2017    | 7. října 2017  | 7. října 2017     |
| 3                     | 30                    | 16. dubna 2018       | 25. května 2018      | 15. října 2018 | 22. ledna 2019    |
| 3                     | 30                    | 9. července 2018     | 17. srpna 2018       | 23. ledna 2019 | 18. dubna 2019    |

| # | Název série                  | Epizody | Argentina          | Argentina        | Česká republika | Česká republika | Česká republika (CZ titulky) | Česká republika (CZ titulky) |
| # | Název série                  | Epizody | Premiéra série     | Finále série     | Premiéra série  | Finále série    | Premiéra série               | Finále série                 |
| - | ---------------------------- | ------- | ------------------ | ---------------- | --------------- | --------------- | ---------------------------- | ---------------------------- |
|   | Světla, kamera... Ups!       | 11      | 6. května 2016     | 10. června 2016  | bude oznámeno   | bude oznámeno   | 13. října 2016               | bude oznámeno                |
|   | 1 000 000 faktů o Soy Luně   | 10      | 14. června 2016    | 5. července 2016 | bude oznámeno   | bude oznámeno   | bude oznámeno                | bude oznámeno                |
|   | Kdo je kdo?                  | 13      | 2. srpna 2016      | 13. září 2016    | bude oznámeno   | bude oznámeno   | 6. ledna 2017                | 29. května 2017              |
|   | Soy Luna DIY - Udělej si sám | 13      | 20. září 2016      | 21. října 2016   | 9. září 2016    | bude oznámeno   | -                            | -                            |
|   | Hairstyle (cz: Jak na účes)  | 7       | 15. listopadu 2016 | 6. prosince 2016 | bude oznámeno   | bude oznámeno   | 11. února 2017               | 11. února 2017               |

## Seznam dílů

### Předpremiérové díly (2016)
| Č. v seriálu | Č. v řadě | Originální název                                   | Premiéra v Argentině | Premiéra v ČR               |
| ------------ | --------- | -------------------------------------------------- | -------------------- | --------------------------- |
| -1           | 1         | Asi comienza la historia (sedmiminutový díl)       | 7. února 2016        | nevysíláno                  |
| 0            | 2         | Asi comienza la historia (dvacetičtyřminutový díl) | 6. března 2016       | 26. srpna 2016 (YouTube)    |
| 20-21        | 3-4       | Asi Burla (minutový díl)                           | 9. dubna 2016        | 7. listopadu 2016 (YouTube) |
| 40-41        | 5-6       | Asi Sentimientos (minutový díl)                    | 30. června 2016      | nevysíláno                  |

### První řada (2016)

#### První část:Jsem volná, jsem já, jsem Luna(2016)
| Č. v seriálu | Č. v řadě | Původní název                                          | Režie                      | Scénář                           | Premiéra v Argentině | Premiéra v ČR      |
| ------------ | --------- | ------------------------------------------------------ | -------------------------- | -------------------------------- | -------------------- | ------------------ |
| 1            | 1         | Un sueño, sobre ruedas                                 | Jorge Nisco a Martín Saban | Gabriela Fiore a Jorge Edelstein | 14. března 2016      | 5. září 2016       |
| 2            | 2         | Una nueva historia, sobre ruedas                       | Jorge Nisco a Martín Saban | Gabriela Fiore a Jorge Edelstein | 15. března 2016      | 6. září 2016       |
| 3            | 3         | Nuevas aventuras, sobre ruedas                         | Jorge Nisco a Martín Saban | Gabriela Fiore a Jorge Edelstein | 16. března 2016      | 7. září 2016       |
| 4            | 4         | Un secreto, sobre ruedas                               | Jorge Nisco a Martín Saban | Marina Efron a Laura Farhi       | 17. března 2016      | 8. září 2016       |
| 5            | 5         | Un amor, sobre ruedas                                  | Jorge Nisco a Martín Saban | Marina Efron a Laura Farhi       | 18. března 2016      | 12. září 2016      |
| 6            | 6         | Una oportunidad, sobre ruedas                          | Jorge Nisco a Martín Saban | Marina Efron a Laura Farhi       | 21. března 2016      | 13. září 2016      |
| 7            | 7         | Una verdad al descubierto, sobre ruedas                | Jorge Nisco a Martín Saban | Marina Efron a Laura Farhi       | 22. března 2016      | 14. září 2016      |
| 8            | 8         | Una decisión, sobre ruedas                             | Jorge Nisco a Martín Saban | Marina Efron a Laura Farhi       | 23. března 2016      | 15. září 2016      |
| 9            | 9         | Un descubrimiento, sobre ruedas                        | Jorge Nisco a Martín Saban | Marina Efron a Laura Farhi       | 24. března 2016      | 19. září 2016      |
| 10           | 10        | Una rival, sobre ruedasx                               | Jorge Nisco a Martín Saban | Marina Efron a Laura Farhi       | 25. března 2016      | 20. září 2016      |
| 11           | 11        | Una competencia, sobre ruedas                          | Jorge Nisco a Martín Saban | Marina Efron a Laura Farhi       | 28. března 2016      | 21. září 2016      |
| 12           | 12        | Un misterio, sobre ruedas                              | Jorge Nisco a Martín Saban | Marina Efron a Laura Farhi       | 29. března 2016      | 22. září 2016      |
| 13           | 13        | Un celoso, sobre ruedas                                | Jorge Nisco a Martín Saban | Marina Efron a Laura Farhi       | 30. března 2016      | 26. září 2016      |
| 14           | 14        | Un "casi" beso, sobre ruedas                           | Jorge Nisco a Martín Saban | Marina Efron a Laura Farhi       | 31. března 2016      | 27. září 2016      |
| 15           | 15        | Una duda, sobre ruedas                                 | Jorge Nisco a Martín Saban | Marina Efron a Laura Farhi       | 1. dubna 2016        | 28. září 2016      |
| 16           | 16        | Una mala nota, sobre ruedas                            | Jorge Nisco a Martín Saban | Marina Efron a Laura Farhi       | 4. dubna 2016        | 29. září 2016      |
| 17           | 17        | Un intercambio de pruebas, sobre ruedas                | Jorge Nisco a Martín Saban | Marina Efron a Laura Farhi       | 5. dubna 2016        | 3. října 2016      |
| 18           | 18        | Una canción con Matteo, sobre ruedas                   | Jorge Nisco a Martín Saban | Marina Efron a Laura Farhi       | 6. dubna 2016        | 4. října 2016      |
| 19           | 19        | Un casi beso con... ¿Simón?, sobre ruedas              | Jorge Nisco a Martín Saban | Marina Efron a Laura Farhi       | 7. dubna 2016        | 5. října 2016      |
| 20           | 20        | Un descubrimiento de Luna, sobre ruedas                | Jorge Nisco a Martín Saban | Marina Efron a Laura Farhi       | 8. dubna 2016        | 6. října 2016      |
| 21           | 21        | Una medallita, un secreto, sobre ruedas                | Jorge Nisco a Martín Saban | Marina Efron a Laura Farhi       | 11. dubna 2016       | 14. listopadu 2016 |
| 22           | 22        | Un amor no correspondido, sobre ruedas                 | Jorge Nisco a Martín Saban | Marina Efron a Laura Farhi       | 12. dubna 2016       | 15. listopadu 2016 |
| 23           | 23        | Un amor por RollerTrack, sobre ruedas                  | Jorge Nisco a Martín Saban | Marina Efron a Laura Farhi       | 13. dubna 2016       | 16. listopadu 2016 |
| 24           | 24        | Una decisión ¿la competencia ó Simón?, sobre ruedas    | Jorge Nisco a Martín Saban | Marina Efron a Laura Farhi       | 14. dubna 2016       | 17. listopadu 2016 |
| 25           | 25        | Una FelicityForNow mentirosa, sobre ruedasx            | Jorge Nisco a Martín Saban | Marina Efron a Laura Farhi       | 15. dubna 2016       | 21. listopadu 2016 |
| 26           | 26        | Canciones y confusiones en el Open Music, sobre ruedas | Jorge Nisco a Martín Saban | Marina Efron a Laura Farhi       | 18. dubna 2016       | 22. listopadu 2016 |
| 27           | 27        | Un nuevo hogar para Simón, sobre ruedas                | Jorge Nisco a Martín Saban | Marina Efron a Laura Farhi       | 19. dubna 2016       | 23. listopadu 2016 |
| 28           | 28        | ¿No se dio cuenta de qué te amo?, sobre ruedas         | Jorge Nisco a Martín Saban | Marina Efron a Laura Farhi       | 20. dubna 2016       | 24. listopadu 2016 |
| 29           | 29        | Una confusión de sentimientos, sobre ruedas            | Jorge Nisco a Martín Saban | Marina Efron a Laura Farhi       | 21. dubna 2016       | 28. listopadu 2016 |
| 30           | 30        | Segunda fase de la competencia, sobre ruedas           | Jorge Nisco a Martín Saban | Marina Efron a Laura Farhi       | 22. dubna 2016       | 29. listopadu 2016 |
| 31           | 31        | Y la competencia continúa..., sobre ruedas             | Jorge Nisco a Martín Saban | Marina Efron a Laura Farhi       | 25. dubna 2016       | 30. listopadu 2016 |
| 32           | 32        | Un celoso por Romeo y Julieta, sobre ruedas            | Jorge Nisco a Martín Saban | Marina Efron a Laura Farhi       | 26. dubna 2016       | 1. prosince 2016   |
| 33           | 33        | Una documentación perdida, sobre ruedas                | Jorge Nisco a Martín Saban | Marina Efron a Laura Farhi       | 27. dubna 2016       | 5. prosince 2016   |
| 34           | 34        | Una viaje, sobre ruedas                                | Jorge Nisco a Martín Saban | Marina Efron a Laura Farhi       | 28. dubna 2016       | 6. prosince 2016   |
| 35           | 35        | ¡La pista de mi sueño con Matteo! sobre ruedas         | Jorge Nisco a Martín Saban | Marina Efron a Laura Farhi       | 29. dubna 2016       | 7. prosince 2016   |
| 36           | 36        | Una confusión de parejas, sobre ruedas                 | Jorge Nisco a Martín Saban | Marina Efron a Laura Farhi       | 2. května 2016       | 8. prosince 2016   |
| 37           | 37        | El final de una relación, sobre ruedas                 | Jorge Nisco a Martín Saban | Marina Efron a Laura Farhi       | 3. května 2016       | 12. prosince 2016  |
| 38           | 38        | ¿Qué sientes por mi?, sobre ruedas                     | Jorge Nisco a Martín Saban | Marina Efron a Laura Farhi       | 4. května 2016       | 13. prosince 2016  |
| 39           | 39        | Un doble cambio en la final, sobre ruedas              | Jorge Nisco a Martín Saban | Marina Efron a Laura Farhi       | 5. května 2016       | 14. prosince 2016  |
| 40           | 40        | Un beso, sobre ruedas                                  | Jorge Nisco a Martín Saban | Marina Efron a Laura Farhi       | 6. května 2016       | 15. prosince 2016  |

### Druhá část:Hudba v tobě(2016)
| Č. v seriálu | Č. v řadě | Originální název                                  | Premiéra v Argentině | Premiéra v ČR   |
| ------------ | --------- | ------------------------------------------------- | -------------------- | --------------- |
| 41           | 41        | Sentimientos, Sobre ruedas                        | 4. července 2016     | 30. ledna 2017  |
| 42           | 42        | Una decisión muy apresurada, Sobre ruedas         | 5. července 2016     | 31. ledna 2017  |
| 43           | 43        | Un secreto que guardar, Sobre ruedas              | 6. července 2016     | 1. února 2017   |
| 44           | 44        | Una sorpresa, Sobre ruedas                        | 7. července 2016     | 2. února 2017   |
| 45           | 45        | Un Open Music al Azar, Sobre ruedas               | 8. července 2016     | 6. února 2017   |
| 46           | 46        | Una decisión, Sobre ruedas                        | 11. července 2016    | 7. února 2017   |
| 47           | 47        | Una decisión injusta, Sobre ruedas                | 12. července 2016    | 8. února 2017   |
| 48           | 48        | Una verdad, Sobre ruedas                          | 13. července 2016    | 9. února 2017   |
| 49           | 49        | Una competencia, Sobre ruedas                     | 14. července 2016    | 27. února 2017  |
| 50           | 50        | Celos, Sobre ruedas                               | 15. července 2016    | 28. února 2017  |
| 51           | 51        | Una decisión apresurada, Sobre ruedas             | 18. července 2016    | 1. března 2017  |
| 52           | 52        | Una confesión, Sobre ruedas                       | 19. července 2016    | 2. března 2017  |
| 53           | 53        | Una disculpa, Sobre ruedas                        | 20. července 2016    | 6. března 2017  |
| 54           | 54        | Una decisión, Sobre ruedas                        | 21. července 2016    | 7. března 2017  |
| 55           | 55        | Un Open Music con dedicatorias, Sobre ruedas      | 22. července 2016    | 8. března 2017  |
| 56           | 56        | Una canción confusa, Sobre ruedas                 | 25. července 2016    | 9. března 2017  |
| 57           | 57        | Una mentirosa, Sobre ruedas                       | 26. července 2016    | 27. března 2017 |
| 58           | 58        | Una confesión, Sobre ruedas                       | 27. července 2016    | 28. března 2017 |
| 59           | 59        | La verdad, Sobre ruedas                           | 28. července 2016    | 29. března 2017 |
| 60           | 60        | Una competencia injusta, Sobre ruedas             | 29. července 2016    | 30. března 2017 |
| 61           | 61        | Un Nuevo Amor, Sobre ruedas                       | 1. srpna 2016        | 3. dubna 2017   |
| 62           | 62        | Novíos, Sobre ruedas                              | 2. srpna 2016        | 4. dubna 2017   |
| 63           | 63        | Confusiones en la Mansión, Sobre ruedas           | 3. srpna 2016        | 5. dubna 2017   |
| 64           | 64        | ¿Quien és Felicity For Now?, Sobre ruedas         | 4. srpna 2016        | 6. dubna 2017   |
| 65           | 65        | Open Music: Chicos vs Chicas, Sobre ruedas        | 5. srpna 2016        | 10. dubna 2017  |
| 66           | 66        | Una Propuesta, Sobre ruedas                       | 8. srpna 2016        | 11. dubna 2017  |
| 67           | 67        | ¿Lo Qué Siento por Matteo?, Sobre ruedas          | 9. srpna 2016        | 12. dubna 2017  |
| 68           | 68        | Una Nueva Formación del Equipo, Sobre ruedas      | 10. srpna 2016       | 13. dubna 2017  |
| 69           | 69        | ¿Un Novío o Un Amigo?, Sobre ruedas               | 11. srpna 2016       | 17. dubna 2017  |
| 70           | 70        | ¿Surge el Amor?, Sobre ruedas                     | 12. srpna 2016       | 18. dubna 2017  |
| 71           | 71        | Una visita especial, Sobre ruedas                 | 15. srpna 2016       | 19. dubna 2017  |
| 72           | 72        | Un trabajo perdido, Sobre ruedas                  | 16. srpna 2016       | 20. dubna 2017  |
| 73           | 73        | Una Fiesta de Cumpleaños, Sobre ruedas            | 17. srpna 2016       | 24. dubna 2017  |
| 74           | 74        | Miedo de enamorarse, Sobre ruedas                 | 18. srpna 2016       | 25. dubna 2017  |
| 75           | 75        | Un Open Music de revelaciones, Sobre ruedas       | 19. srpna 2016       | 26. dubna 2017  |
| 76           | 76        | Yo soy FelicityForNow, Sobre ruedas               | 22. srpna 2016       | 27. dubna 2017  |
| 77           | 77        | Una verdad que puede cambiarlo todo, Sobre ruedas | 23. srpna 2016       | 1. května 2017  |
| 78           | 78        | Una decision amorosa, Sobre ruedas                | 24. srpna 2016       | 2. května 2017  |
| 79           | 79        | La Final de la InterContinental, Sobre ruedas     | 25. srpna 2016       | 3. května 2017  |
| 80           | 80        | La Final de la InterContinental, Sobre ruedas     | 26. srpna 2016       | 4. května 2017  |

### Druhá řada (2017)

#### První část:Život je sen(2017)
| Č. v seriálu | Č. v řadě | Originální název                               | Premiéra v Argentině | Premiéra v ČR      |
| ------------ | --------- | ---------------------------------------------- | -------------------- | ------------------ |
| 81           | 1         | ¿Un sueño o una pesadilla?, Sobre ruedas       | 17. dubna 2017       | 18. září 2017      |
| 82           | 2         | Un Sol y una luna, Sobre ruedas                | 18. dubna 2017       | 19. září 2017      |
| 83           | 3         | Una actitud sospechosa, Sobre ruedas           | 19. dubna 2017       | 20. září 2017      |
| 84           | 4         | ¡Atrapada por la cámara!, Sobre ruedas         | 20. dubna 2017       | 21. září 2017      |
| 85           | 5         | El primer Open Music del año, Sobre ruedas     | 21. dubna 2017       | 25. září 2017      |
| 86           | 6         | ¡Luna es Sol Benson!, Sobre ruedas             | 24. dubna 2017       | 26. září 2017      |
| 87           | 7         | Una nueva competencia, Sobre ruedas            | 25. dubna 2017       | 27. září 2017      |
| 88           | 8         | Un plan contra Luna, Sobre ruedas              | 26. dubna 2017       | 28. září 2017      |
| 89           | 9         | Una cámara rota, Sobre ruedas                  | 27. dubna 2017       | 2. října 2017      |
| 90           | 10        | Una fiesta de disfraces, Sobre ruedas          | 28. dubna 2017       | 3. října 2017      |
| 91           | 11        | Un incendio en la pista, Sobre ruedas          | 1. května 2017       | 4. října 2017      |
| 92           | 12        | Secretos del pasado, Sobre ruedas              | 2. května 2017       | 5. října 2017      |
| 93           | 13        | Una ilusión, Sobre ruedas                      | 3. května 2017       | 9. října 2017      |
| 94           | 14        | Una ayuda, Sobre ruedas                        | 4. května 2017       | 10. října 2017     |
| 95           | 15        | Un plan para el Roller, Sobre ruedas           | 5. května 2017       | 11. října 2017     |
| 96           | 16        | ¿Ámbar es Sol Benson?, Sobre ruedas            | 8. května 2017       | 12. října 2017     |
| 97           | 17        | ¿El Roller va a cerrar?, Sobre ruedas          | 9. května 2017       | 13. listopadu 2017 |
| 98           | 18        | Las esperanzas se rompen, Sobre ruedas         | 10. května 2017      | 14. listopadu 2017 |
| 99           | 19        | Una nueva esperanza, Sobre ruedas              | 11. května 2017      | 15. listopadu 2017 |
| 100          | 20        | Adiós Roller, Sobre ruedas                     | 12. května 2017      | 16. listopadu 2017 |
| 101          | 21        | ¿Descubren la verdad?, Sobre ruedas            | 15. května 2017      | 20. listopadu 2017 |
| 102          | 22        | El Roller no se cerrará, Sobre ruedas          | 16. května 2017      | 21. listopadu 2017 |
| 103          | 23        | Celos, Sobre ruedas                            | 17. května 2017      | 22. listopadu 2017 |
| 104          | 24        | Una nueva entrenadora, Sobre ruedas            | 18. května 2017      | 23. listopadu 2017 |
| 105          | 25        | La grabación de la coreografía, Sobre ruedas   | 19. května 2017      | 27. listopadu 2017 |
| 106          | 26        | Lagrimas y disculpas, Sobre ruedas             | 22. května 2017      | 28. listopadu 2017 |
| 107          | 27        | Una disculpa, Sobre ruedas                     | 23. května 2017      | 29. listopadu 2017 |
| 108          | 28        | ¿Un nuevo amor?, Sobre ruedas                  | 24. května 2017      | 30. listopadu 2017 |
| 109          | 29        | Matteo se va de los adrenaline, Sobre ruedas   | 25. května 2017      | 4. prosince 2017   |
| 110          | 30        | Mentiras, Sobre ruedas                         | 26. května 2017      | 5. prosince 2017   |
| 111          | 31        | Una pelea, Sobre ruedas                        | 29. května 2017      | 6. prosince 2017   |
| 112          | 32        | ¿Matteo quiere volver con Luna?, Sobre ruedas  | 30. května 2017      | 7. prosince 2017   |
| 113          | 33        | Un mensaje, Sobre ruedas                       | 31. května 2017      | 22. ledna 2018     |
| 114          | 34        | Quiero volver al equipo, Sobre ruedas          | 1. června 2017       | 23. ledna 2018     |
| 115          | 35        | La verdad está cerca, Sobre ruedas             | 2. června 2017       | 24. ledna 2018     |
| 116          | 36        | El regreso del equipo del Roller, Sobre ruedas | 5. června 2017       | 25. ledna 2018     |
| 117          | 37        | Una nueva pareja, Sobre ruedas                 | 6. června 2017       | 29. ledna 2018     |
| 118          | 38        | ¿Quién se va?, Sobre ruedas                    | 7. června 2017       | 30. ledna 2018     |
| 119          | 39        | Una declaración amorosa, Sobre ruedas          | 8. června 2017       | 31. ledna 2018     |
| 120          | 40        | Un accidente, Sobre ruedas (Parte 1)           | 9. června 2017       | 1. února 2018      |

### Druhá část:Vždy, když znova vyjde slunce(2017)
| Č. v seriálu | Č. v řadě | Originální název                                          | Premiéra v Argentině | Premiéra v ČR   |
| ------------ | --------- | --------------------------------------------------------- | -------------------- | --------------- |
| 121          | 41        | Un accidente, Sobre ruedas (Parte 2)                      | 7. srpna 2017        | 5. února 2018   |
| 122          | 42        | Una medallita, Sobre ruedas                               | 8. srpna 2017        | 6. února 2018   |
| 123          | 43        | Más cerca de la verdad, Sobre ruedas                      | 9. srpna 2017        | 7. února 2018   |
| 124          | 44        | Una carta, Sobre ruedas                                   | 10. srpna 2017       | 8. února 2018   |
| 125          | 45        | Un Open Music de oportunidad, Sobre ruedas (Parte 1)      | 11. srpna 2017       | 12. února 2018  |
| 126          | 46        | Un Open Music de oportunidad, Sobre ruedas (Parte 2)      | 14. srpna 2017       | 13. února 2018  |
| 127          | 47        | Las votaciones del concurso, Sobre ruedas                 | 15. srpna 2017       | 14. února 2018  |
| 128          | 48        | La lucha por Simón, Sobre ruedas                          | 16. srpna 2017       | 15. února 2018  |
| 129          | 49        | ¿Mi novio o mi mejor amigo?, Sobre ruedas                 | 17. srpna 2017       | 19. března 2018 |
| 130          | 50        | La fiesta de gala, Sobre ruedas (Parte 1)                 | 18. srpna 2017       | 20. března 2018 |
| 131          | 51        | La fiesta de gala, Sobre ruedas (Parte 2)                 | 21. srpna 2017       | 21. března 2018 |
| 132          | 52        | ¿Quién soy yo?, Sobre ruedas                              | 22. srpna 2017       | 22. března 2018 |
| 133          | 53        | Secretos y mentiras, Sobre ruedas                         | 23. srpna 2017       | 26. března 2018 |
| 134          | 54        | Llegadas y reencuentros, Sobre ruedas                     | 24. srpna 2017       | 27. března 2018 |
| 135          | 55        | La verdadera Juliana, Sobre ruedas                        | 25. srpna 2017       | 28. března 2018 |
| 136          | 56        | Algo raro, Sobre ruedas                                   | 28. srpna 2017       | 29. března 2018 |
| 137          | 57        | Un falso romance, Sobre ruedas                            | 29. srpna 2017       | 9. dubna 2018   |
| 138          | 58        | Una invitada especial, Sobre ruedas                       | 30. srpna 2017       | 10. dubna 2018  |
| 139          | 59        | Un vídeo, Sobre ruedas                                    | 31. srpna 2017       | 11. dubna 2018  |
| 140          | 60        | La competencia, Sobre ruedas                              | 1. září 2017         | 12. dubna 2018  |
| 141          | 61        | Secretos de la família Benson, Sobre ruedas               | 4. září 2017         | 16. dubna 2018  |
| 142          | 62        | El fin de Lutteo, Sobre ruedas                            | 5. září 2017         | 17. dubna 2018  |
| 143          | 63        | Un culpable, Sobre ruedas                                 | 6. září 2017         | 18. dubna 2018  |
| 144          | 64        | Una investigación, Sobre ruedas                           | 7. září 2017         | 19. dubna 2018  |
| 145          | 65        | Una propuesta especial, Sobre ruedas                      | 8. září 2017         | 21. května 2018 |
| 146          | 66        | Matteo celoso, Sobre ruedas                               | 11. září 2017        | 22. května 2018 |
| 147          | 67        | ¿Algo más que amigos?, Sobre ruedas                       | 12. září 2017        | 23. května 2018 |
| 148          | 68        | Mensaje oculto, Sobre ruedas                              | 13. září 2017        | 24. května 2018 |
| 149          | 69        | Cerca de la verdad, Sobre ruedas                          | 14. září 2017        | 28. května 2018 |
| 150          | 70        | ¿Mi verdadera identidad?, Sobre ruedas                    | 15. září 2017        | 29. května 2018 |
| 151          | 71        | ¿Dónde está Sol Benson?, Sobre ruedas                     | 18. září 2017        | 30. května 2018 |
| 152          | 72        | Esperando una respuesta, Sobre ruedas                     | 19. září 2017        | 31. května 2018 |
| 153          | 73        | Ámbar es descubierta, Sobre ruedas                        | 20. září 2017        | 4. června 2018  |
| 154          | 74        | Un momento de confesiones, Sobre ruedas                   | 21. září 2017        | 5. června 2018  |
| 155          | 75        | Mucho más que un sueño, Sobre ruedas                      | 22. září 2017        | 6. června 2018  |
| 156          | 76        | Espionaje, trampas y más problemas, Sobre ruedas          | 25. září 2017        | 7. června 2018  |
| 157          | 77        | Un secreto no tan secreto, Sobre ruedas                   | 26. září 2017        | 11. června 2018 |
| 158          | 78        | Un viaje a Cancún, Sobre ruedas                           | 27. září 2017        | 12. června 2018 |
| 159          | 79        | La final de la Rodafest en México, Sobre ruedas (Parte 1) | 28. září 2017        | 13. června 2018 |
| 160          | 80        | La final de la Rodafest en México, Sobre ruedas (Parte 2) | 29. září 2017        | 14. června 2018 |

### Třetí řada (2018)

#### První část:Další kolo(2018)
| Č. v seriálu | Č. v řadě | Originální název                                    | Premiéra v Argentině | Premiéra v ČR      |
| ------------ | --------- | --------------------------------------------------- | -------------------- | ------------------ |
| 161          | 1         | El regreso, sobre ruedas                            | 16. dubna 2018       | 15. října 2018     |
| 162          | 2         | Una fiesta en la mansión, sobre ruedas              | 17. dubna 2018       | 16. října 2018     |
| 163          | 3         | Los Red Sharks, sobre ruedas                        | 18. dubna 2018       | 17. října 2018     |
| 164          | 4         | Una propuesta de Gary, sobre ruedas                 | 19. dubna 2018       | 18. října 2018     |
| 165          | 5         | Un patinador misterioso, sobre ruedas               | 20. dubna 2018       | 22. října 2018     |
| 166          | 6         | Una traición, sobre ruedas                          | 23. dubna 2018       | 23. října 2018     |
| 167          | 7         | ¿Matteo se va del Roller?, sobre ruedas             | 24. dubna 2018       | 24. října 2018     |
| 168          | 8         | El regreso de Sharon, sobre ruedas                  | 25. dubna 2018       | 25. října 2018     |
| 169          | 9         | Una habitación misteriosa, sobre ruedas             | 26. dubna 2018       | 29. října 2018     |
| 170          | 10        | Una confusión de sentimientos, sobre ruedas         | 27. dubna 2018       | 30. října 2018     |
| 171          | 11        | El fin de Gastina, sobre ruedas                     | 30. dubna 2018       | 31. října 2018     |
| 172          | 12        | Un espía, sobre ruedas                              | 1. května 2018       | 1. listopadu 2018  |
| 173          | 13        | Un entrenamiento secreto, sobre ruedas              | 2. května 2018       | 5. listopadu 2018  |
| 174          | 14        | Encerrados, sobre ruedas                            | 3. května 2018       | 6. listopadu 2018  |
| 175          | 15        | Un videoclip borrado, sobre ruedas                  | 4. května 2018       | 7. listopadu 2018  |
| 176          | 16        | Un vídeo revelador, sobre ruedas                    | 7. května 2018       | 8. listopadu 2018  |
| 177          | 17        | Gary descubre la verdad, sobre ruedas               | 8. května 2018       | 12. listopadu 2018 |
| 178          | 18        | El despido de Juliana, sobre ruedas                 | 9. května 2018       | 13. listopadu 2018 |
| 179          | 19        | Un abrazo, sobre ruedas                             | 10. května 2018      | 14. listopadu 2018 |
| 180          | 20        | Un duelo, sobre ruedas                              | 11. května 2018      | 15. listopadu 2018 |
| 181          | 21        | Una relación falsa, sobre ruedas                    | 14. května 2018      | 7. ledna 2019      |
| 182          | 22        | Invitadas especiales, sobre ruedas                  | 15. května 2018      | 8. ledna 2019      |
| 183          | 23        | Los preparativos del Open Music, sobre ruedas       | 16. května 2018      | 9. ledna 2019      |
| 184          | 24        | Un cuadro, sobre ruedas                             | 17. května 2018      | 10. ledna 2019     |
| 185          | 25        | Un Open Music en la mansión, sobre ruedas (Parte 1) | 18. května 2018      | 14. ledna 2019     |
| 186          | 26        | Un Open Music en la mansión, sobre ruedas (Parte 2) | 21. května 2018      | 15. ledna 2019     |
| 187          | 27        | Un cuadro desaparecido, sobre ruedas                | 22. května 2018      | 16. ledna 2019     |
| 188          | 28        | Una subasta en la mansión, sobre ruedas             | 23. května 2018      | 17. ledna 2019     |
| 189          | 29        | Red Sharks Festival, sobre ruedas (Parte 1)         | 24. května 2018      | 21. ledna 2019     |
| 190          | 30        | Red Sharks Festival, sobre ruedas (Parte 2)         | 25. května 2018      | 22. ledna 2019     |

### Druhá část:Všechno se může změnit(2018)
| Č. v seriálu | Č. v řadě | Originální název                                 | Premiéra v Argentině | Premiéra v ČR   |
| ------------ | --------- | ------------------------------------------------ | -------------------- | --------------- |
| 191          | 31        | El accidente de Matteo, sobre ruedas             | 9. července 2018     | 23. ledna 2019  |
| 192          | 32        | Un arresto, sobre ruedas                         | 10. července 2018    | 24. ledna 2019  |
| 193          | 33        | Amnesia, sobre ruedas                            | 11. července 2018    | 28. ledna 2019  |
| 194          | 34        | ¿Adiós Red Sharks?, sobre ruedas                 | 12. července 2018    | 29. ledna 2019  |
| 195          | 35        | Una propuesta complicada, sobre ruedas           | 13. července 2018    | 30. ledna 2019  |
| 196          | 36        | Una nueva casa para la Roller Band, sobre ruedas | 16. července 2018    | 31. ledna 2019  |
| 197          | 37        | Bienvenido Michel, sobre ruedas                  | 17. července 2018    | 4. února 2019   |
| 198          | 38        | Un sospechoso, sobre ruedas                      | 18. července 2018    | 5. února 2019   |
| 199          | 39        | Una nueva responsable del Roller, sobre ruedas   | 19. července 2018    | 6. února 2019   |
| 200          | 40        | Un Flash-Open, sobre ruedas                      | 20. července 2018    | 7. února 2019   |
| 201          | 41        | ¿Un nuevo amor?                                  | 23. července 2018    | 18. března 2019 |
| 202          | 42        | Un falso numero de teléfono                      | 24. července 2018    | 19. března 2019 |
| 203          | 43        | Una falsa identidad                              | 25. července 2018    | 20. března 2019 |
| 204          | 44        | La nueva identidad de Sharon                     | 26. července 2018    | 21. března 2019 |
| 205          | 45        | ¿Matteo o Michel?                                | 27. července 2018    | 25. března 2019 |
| 206          | 46        | Amores confundidos                               | 30. července 2018    | 26. března 2019 |
| 207          | 47        | Un beso inesperado                               | 31. července 2018    | 27. března 2019 |
| 208          | 48        | La competencia se acerca                         | 1. srpna 2018        | 28. března 2019 |
| 209          | 49        | Una elección                                     | 2. srpna 2018        | 1. dubna 2019   |
| 210          | 50        | Una fiesta mexicana                              | 3. srpna 2018        | 2. dubna 2019   |
| 211          | 51        | Una duda                                         | 6. srpna 2018        | 3. dubna 2019   |
| 212          | 52        | Un anillo perdido                                | 7. srpna 2018        | 4. dubna 2019   |
| 213          | 53        | Ámbar regresa al equípo                          | 8. srpna 2018        | 8. dubna 2019   |
| 214          | 54        | Un cómplice                                      | 9. srpna 2018        | 9. dubna 2019   |
| 215          | 55        | Los secretos empiezan a revelarse                | 10. srpna 2018       | 10. dubna 2019  |
| 216          | 56        | Un nuevo paso                                    | 13. srpna 2018       | 11. dubna 2019  |
| 217          | 57        | Una noticia                                      | 14. srpna 2018       | 15. dubna 2019  |
| 218          | 58        | Una idea                                         | 15. srpna 2018       | 16. dubna 2019  |
| 219          | 59        | Un incendio                                      | 16. srpna 2018       | 17. dubna 2019  |
| 220          | 60        | Patinamos por una última vez                     | 17. srpna 2018       | 18. dubna 2019  |
| 221          | 61        | Epilog                                           | 17. srpna 2018       | 18. dubna 2019  |
| Film         | Film      | Soy Luna: The Journey                            | 17. srpna 2018       | bude oznámeno   |

## Speciály
| #                           | Originální název                     | Český název                 | Premiéra v Argentině | Premiéra v ČR |
| Nakonec přijde čas ...      |                                      |                             |                      |               |
| --------------------------- | ------------------------------------ | --------------------------- | -------------------- | ------------- |
| 1                           | Soy Luna en vivo (Radio Disney Vivo) | –                           | 6. listopadu 2016    | –             |
| ... splnit všechny naše sny |                                      |                             |                      |               |
| 2                           | Soy Luna en concierto - México       | Soy Luna en Concierto: Film | 10. prosince 2017    | 7. října 2017 |

## Youtube řada - seznam dílů

### Světla, kamera ... Ups! (2016)
| #  | Název                             | Premiéra v Argentině | Premiéra v ČR | Premiéra v ČR (titulky) |
| -- | --------------------------------- | -------------------- | ------------- | ----------------------- |
| 1  | Soy Luna - Světla, kamera... Ups! | 6. května 2016       | bude oznámeno | 13. října 2016          |
| 2  | Soy Luna - Světla, kamera... Ups! | 13. května 2016      | bude oznámeno | 14. října 2016          |
| 3  | Soy Luna - Světla, kamera... Ups! | 20. května 2016      | bude oznámeno | 20. října 2016          |
| 4  | Soy Luna - Světla, kamera... Ups! | 27. května 2016      | bude oznámeno | 26. října 2016          |
| 5  | Soy Luna - Světla, kamera... Ups! | 27. května 2016      | bude oznámeno | 27. října 2016          |
| 6  | Soy Luna - Světla, kamera... Ups! | 27. května 2016      | bude oznámeno | 28. října 2016          |
| 7  | Soy Luna - Světla, kamera... Ups! | 3. června 2016       | bude oznámeno | 31. října 2016          |
| 8  | Soy Luna - Světla, kamera... Ups! | 3. června 2016       | bude oznámeno | bude oznámeno           |
| 9  | Soy Luna - Světla, kamera... Ups! | 3. června 2016       | bude oznámeno | bude oznámeno           |
| 10 | Soy Luna - Světla, kamera... Ups! | 10. června 2016      | bude oznámeno | bude oznámeno           |
| 11 | Soy Luna - Světla, kamera... Ups! | 10. června 2016      | bude oznámeno | bude oznámeno           |

### 1 000 000 faktů o Soy Luně (2016)
| #  | Název                      | Premiéra v Argentině | Premiéra v ČR | Premiéra v ČR (titulky) |
| -- | -------------------------- | -------------------- | ------------- | ----------------------- |
| 1  | 1 000 000 faktů o Soy Luně | 14. června 2016      | bude oznámeno | bude oznámeno           |
| 2  | 1 000 000 faktů o Soy Luně | 14. června 2016      | bude oznámeno | bude oznámeno           |
| 3  | 1 000 000 faktů o Soy Luně | 14. června 2016      | bude oznámeno | bude oznámeno           |
| 4  | 1 000 000 faktů o Soy Luně | 22. června 2016      | bude oznámeno | bude oznámeno           |
| 5  | 1 000 000 faktů o Soy Luně | 22. června 2016      | bude oznámeno | bude oznámeno           |
| 6  | 1 000 000 faktů o Soy Luně | 22. června 2016      | bude oznámeno | bude oznámeno           |
| 7  | 1 000 000 faktů o Soy Luně | 28. června 2016      | bude oznámeno | bude oznámeno           |
| 8  | 1 000 000 faktů o Soy Luně | 28. června 2016      | bude oznámeno | bude oznámeno           |
| 9  | 1 000 000 faktů o Soy Luně | 5. července 2016     | bude oznámeno | bude oznámeno           |
| 10 | 1 000 000 faktů o Soy Luně | 5. července 2016     | bude oznámeno | bude oznámeno           |

### Kdo je kdo? (2016)
| #  | Název                                       | Premiéra v Argentině | Premiéra v ČR | Premiéra v ČR (titulky) | Odkaz |
| -- | ------------------------------------------- | -------------------- | ------------- | ----------------------- | ----- |
| 1  | Soy Luna - Kdo je kdo? Gaston vs. Pedro     | 2. srpna 2016        | bude oznámeno | 16. dubna 2017          |       |
| 2  | Soy Luna - Kdo je kdo? Augustine vs. Gastón | 2. srpna 2016        | bude oznámeno | 12. ledna 2017          |       |
| 3  | Soy Luna - Kdo je kdo? Ana vs. Jim          | 9. srpna 2016        | bude oznámeno | 14. března 2017         |       |
| 4  | Soy Luna - Kdo je kdo? Ruggero vs. Matteo   | 9. srpna 2016        | bude oznámeno | 7. února 2017           |       |
| 5  | Soy Luna - Kdo je kdo? Michael vs. Simon    | 16. srpna 2016       | bude oznámeno | 27. března 2017         |       |
| 6  | Soy Luna - Kdo je kdo? Chiara vs. Yam       | 16. srpna 2016       | bude oznámeno | 18. května 2017         |       |
| 7  | Soy Luna - Kdo je kdo? Karol vs. Luna       | 23. srpna 2016       | bude oznámeno | 4. dubna 2017           |       |
| 8  | Soy Luna - Kdo je kdo? Carolina vs. Nina    | 23. srpna 2016       | bude oznámeno | 28. února 2017          |       |
| 9  | Soy Luna - Kdo je kdo? Lionel vs. Nico      | 30. srpna 2016       | bude oznámeno | 20. ledna 2017          |       |
| 10 | Soy Luna - Kdo je kdo? Valentina vs. Ámbar  | 30. srpna 2016       | bude oznámeno | 25. ledna 2017          |       |
| 11 | Soy Luna - Kdo je kdo? Katja vs. Jazmín     | 6. září 2016         | bude oznámeno | 6. ledna 2017           |       |
| 12 | Soy Luna - Kdo je kdo? Jorge vs. Ramiro     | 6. září 2016         | bude oznámeno | 29. května 2017         |       |
| 13 | Soy Luna - Kdo je kdo? Malena vs. Delfi     | 13. září 2016        | bude oznámeno | 17. února 2017          |       |

### Soy Luna DIY - Vyrob si sám (2016)
| #  | Název                                 | Premiéra v Argentině | Premiéra v ČR | Odkaz |
| -- | ------------------------------------- | -------------------- | ------------- | ----- |
| 1  | Soy Luna DIY - Náramky                | 20. září 2016        | 9. září 2016  |       |
| 2  | Soy Luna DIY - Tričko s potiskem      | 27. září 2016        | 23. září 2016 |       |
| 3  | Soy Luna DIY - VSS - nehtový speciál  | 4. října 2016        | 6. října 2016 |       |
| 4  | Soy Luna DIY - Boty                   | 11. října 2016       | bude oznámeno |       |
| 5  | Soy Luna DIY - Odznaky                | 22. září 2016        | bude oznámeno |       |
| 6  | Soy Luna DIY - Náramky 2              | 24. září 2016        | bude oznámeno |       |
| 7  | Soy Luna DIY - Tričko 2               | 27. září 2016        | bude oznámeno |       |
| 8  | Soy Luna DIY - Prstýnky               | 4. října 2016        | bude oznámeno |       |
| 9  | Soy Luna DIY - Náramky 3/Náhrdelníky  | 23. září 2016        | bude oznámeno |       |
| 10 | Soy Luna DIY - Náramky 4              | 20. září 2016        | bude oznámeno |       |
| 11 | Soy Luna DIY - Nehtový speciál 2      | 21. září 2016        | bude oznámeno |       |
| 12 | Soy Luna DIY - Vlastní šortky/kraťasy | 7. října 2016        | bude oznámeno |       |
| 13 | Soy Luna DIY - Náušnice               | 21. října 2016       | bude oznámeno |       |

### Hairstyle (cz: Jak na účes) (2016)
| # | Název                 | Premiéra v Argentině | Premiéra v ČR | Premiéra v ČR (titulky) | Odkaz |
| - | --------------------- | -------------------- | ------------- | ----------------------- | ----- |
| 1 | Jak na účes – Ámbar   | 15. listopadu 2016   | bude oznámeno | 11. února 2017          |       |
| 2 | Jak na účes – Nina    | 22. listopadu 2016   | bude oznámeno | 11. února 2017          |       |
| 3 | Jak na účes – Delfi   | 22. listopadu 2016   | bude oznámeno | 11. února 2017          |       |
| 4 | Jak na účes – Luna    | 29. listopadu 2016   | bude oznámeno | 11. února 2017          |       |
| 5 | Jak na účes – Yam     | 29. listopadu 2016   | bude oznámeno | 11. února 2017          |       |
| 6 | Jak na účes – Jim     | 6. prosince 2016     | bude oznámeno | 11. února 2017          |       |
| 7 | Jak na účes – Jazmína | 6. prosince 2016     | bude oznámeno | 11. února 2017          |       |